# 욕구불만

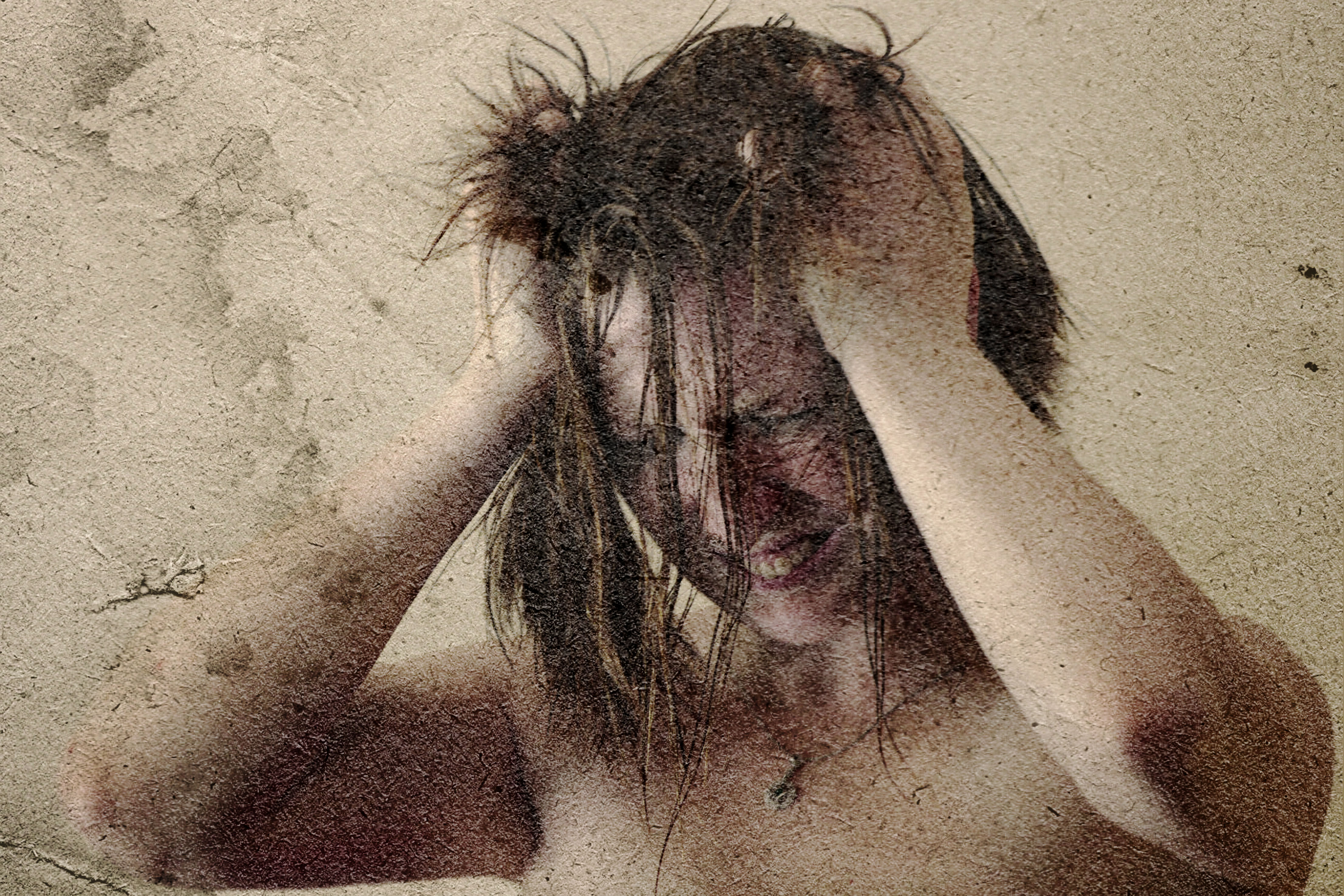

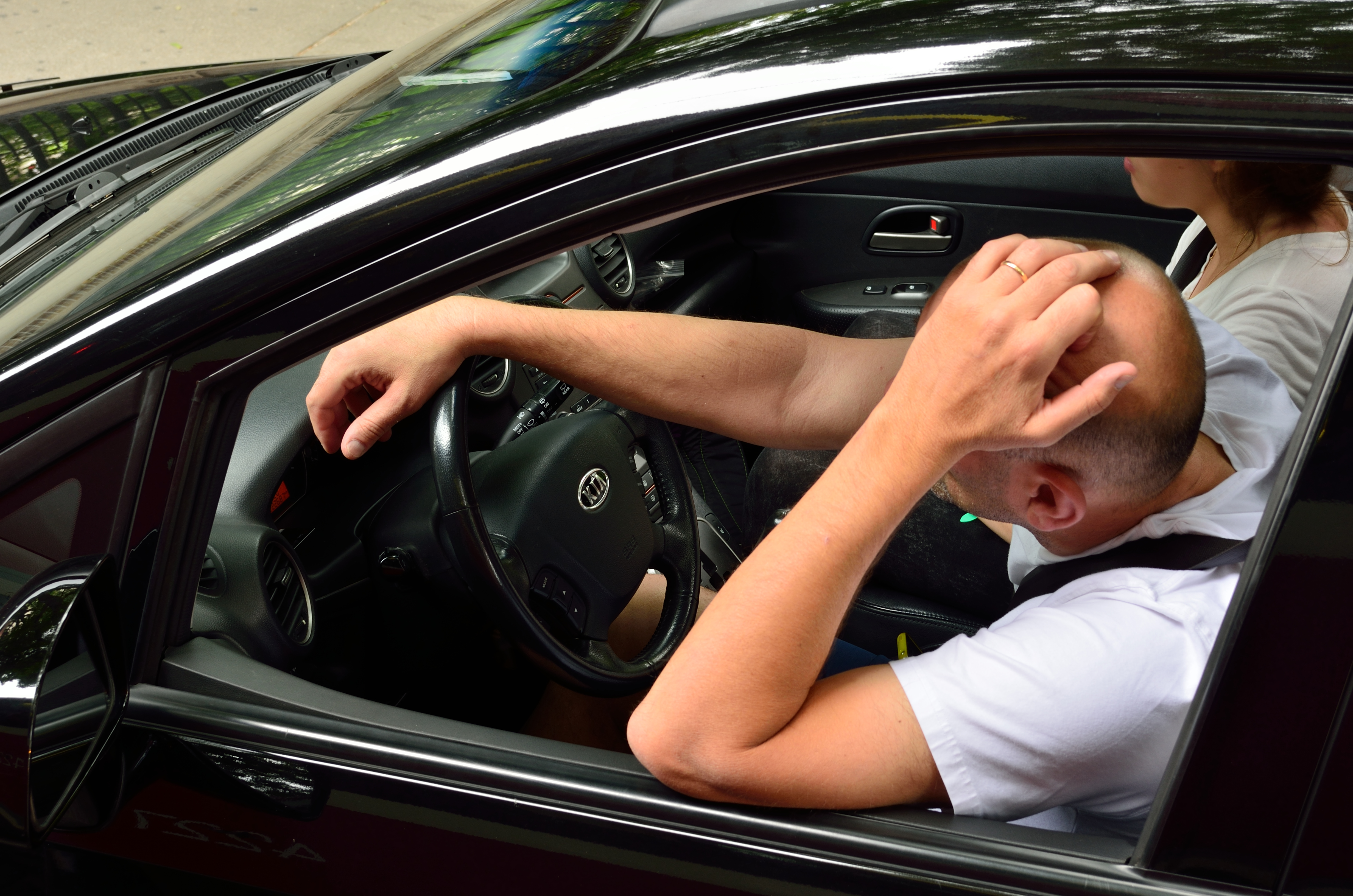
교통체증 속에서 욕구불만

욕구불만(欲求不滿, frustration) 혹은 좌절은 반대(opposition)에 대한 일반적인 감정적 반응(emotional response)이다. 이러한 반응은 분노(anger), 짜증(annoyance), 실망(disappointment)과 관련되어 있다. 욕구불만은 개인의 의지(will)나 목표를 수행하는 것에 대한 지각적 저항으로부터 발생하며, 의지나 목표가 거부되거나 차단당할 때 욕구불만이 높아질 가능성이 있다.
욕구불만에는 내적 욕구불만(internal frustration)과 외적 욕구불만(external frustration) 두 가지 유형이 있다. 내적 욕구불만은 개인적 목표(personal goal), 바람(desire), 본능적 욕동(instinctual drive), 욕구(need)를 충족하거나, 혹은 사회적 상황(social situation)의 자신감(confidence)이나 공포(fear)가 결여된 것과 같은 결핍(deficiency)을 지각하고 이를 대처하는 것에 있어 지장이 발생할 때 발생한다. 서로를 저해하는 경쟁 목표를 가지고 있을 때와 같은 갈등(conflict)과 역시 욕구불만이나 짜증의 내적 자원이며, 인지부조화(cognitive dissonance)를 빚을 수 있다. 외부 요인은 물리적 방해물, 어려운 과업, 시간낭비 등 개인의 통제 밖에 있는 조건들이 있다.
욕구불만을 대처하는 방식은 수동적-공격적 행동(passive–aggressive behavior), 분노(anger), 폭력(violence) 등 다양하다. 그러나 욕구불만은 어떤 일에 대한 노력(effort)이나 분투(strive)를 돋구는 방식으로 긍정적인 처리 방식을 유도하기도 한다. 이러한 광범위한 잠재적 결과는 그 반응이 간접적이기 때문에, 욕구불만의 원인을 밝히기 어렵게 한다. 그러나 더 직접적이고 흔한 반응은 공격성(aggression) 성향이다.

## 원인
욕구불만은 욕구 충족이 불능한 것에서 비롯된 불확실성(uncertainty)과 불안전(insecurity)의 느낌으로부터 유래한다. 욕구가 차단되면, 불안(uneasiness)과 욕구불만이 발생하기 쉽다. 이러한 욕구들이 계속 무시당하거나 불만족 상태로 남으면, 분노, 우울, 자신감 결여, 짜증, 공격성, 때론 폭력까지 따르게 된다. 욕구는 내적으로 혹은 외적으로 차단될 수 있다. 내적 차단(internal blocking)은 개인의 마음에서 발생, 능력 부족, 자신감 결여, 상반된 목표나 바람, 그리고 공포 등을 통하여 개인의 마음 속에서 발생한다. 외적 차단(external blocking)은 물리적 방해물, 어려운 과업, 시간 낭비 등 개인의 통제 밖에서 발생한다. 특히 방해물이나 고난이 예상되지 못한 것이거나, 개인이 목표를 쉽게 달성할 수 있다고 기대하였을 때 더욱 발생하기 쉽다. 욕구불만은 개인이 기대했고나 이전부터 알고 있었을 때 덜하며, 목표는 '도전(challenging)'이 된다.
일부는 욕구불만을 느끼는 성향이 강하다. 이에 대해 청소년기에는 기질(temperament)(혹은 욕구불만), 성인기에는 신경증적 성질(neuroticism)이라는 이름이 붙는다. 기질적 욕구불만은 관계 애착(relationship affection)에 있어 변화가 발생하였다고 감지하는 경우처럼, 인식상의 변화가 발생하는 것과 관련있다.
욕구불만은 정신 건강 문제-반응 행동으로 분류될 수 있으며, 많은 영향을 발휘할 수 있는데, 이는 개인의 정신 건강에 좌우된다. 긍정적인 경우, 이런 욕구불만은 너무 커서 수용하거나 이어나가지 못할 수준까지는 굳건히 있다가, 사회적 물리적 피해를 일으키지 않는 성향에서 내재적 문제를 해결하도록 맞춰진 행동을 유발하게 된다. 그러나 부정적인 경우, 개인은 자기 통제 밖에 있는 욕구불만의 자원을 인지하지만 욕구불만은 그대로 계속 존재하게 되어, 결국에는 억압자나 적을 인식하고 이들을 향해 폭력적 반응을 보이는 등의 문제적 행동을 일으키게 된다.
목표를 방해하는 외부조건들이 새롭게 발생할 때, 장벽을 제거하거나 수정하는 등 이러한 조건들에 반응하는 것을 고집스럽게 거부하는 일도 있다. J.A.C. 브라운(J.A.C. Brown)이 지적하듯, 엄한 처벌(severe punishment)은 오히려 비적응적 행동(non-adaptive behavior)을 무분별하게 계속 하게 할 수도 있다. 처벌은 보상(reward)이 주는 효과와는 반대되는 효과가 있고, 그로 인해 그 행동의 반복을 중지시킬 수 있다. 혹은 욕구불만의 동인(agent)으로 작용하여 욕구불만의 고착(fixation)이나 기타 증상을 야기할 수 있다. 즉 바라는 효과와는 완전히 정반대의 효과를 보일 수도 있기에, 처벌은 위험한 도구라는 것이다.

## 욕구불만 내성
욕구불만 내성(frustration tolerance)이란 어려운 과업에 직면할 때 좌절하는 것을 막는 능력을 말한다. 낮은 욕구불만 내성(low frustration tolerance)은 특성 분노(trait anger)와 관련되어 있고, 내성이 높으면 분노 수준이 낮고 과업에 대한 인내(persistence)가 더 오래 간다. 예를 들어, 욕구불만 내성이 높은 아이는 유의미한 욕구불만 경험 없이도 거듭하는 장애나 실패를 대처할 능력이 있다. 반대로 내성이 낮은 아이는 보통 수준의 어려움을 갖는 과제들을 수행하라는 지시를 받았을 때, 좌절을 빨리 경험할 수 있다.

## 같이 보기
- 공격성
- 낮은 욕구좌절 내성
- 가설
  - 좌절-공격 가설 (Frustration–aggression hypothesis)
- 감정
  - 노여움
  - 실망
- 병
  - 우울증